# Biczyce Dolne
Biczyce Dolne (bis 29. Mai 1953 Biczyce Niemieckie, deutsch Deutsch Bischitz) ist eine Ortschaft mit einem Schulzenamt der Gemeinde Chełmiec im Powiat Nowosądecki der Woiwodschaft Kleinpolen, Polen.

## Geographie
Der Ort liegt im Sandezer Becken (Kotlina Sądecka).
Die Nachbarorte sind Biczyce Górne im Westen, Chełmiec im Osten, Niskowa im Süden.

Das Dorf in der Gemeinde

## Geschichte
Seit 1257 gehörte das Dorf Biczyce zu Kinga von Polen und seit etwa 1280 zu den Klarissen in Stary Sącz.
Nach der Ersten Teilung Polens kam Biczyce zum neuen Königreich Galizien und Lodomerien des habsburgischen Kaiserreichs (ab 1804).
Im Jahre 1788 wurden im Zuge der Josephinischen Kolonisation deutsche Kolonisten lutherischer Konfession angesiedelt. Das Dorf wurde in zwei Teile getrennt: Biczyce Polskie/Polnisch Bischitz (heutiges Biczyce Górne) und Biczyce Niemieckie/Deutsch Bischitz (heutiges Biczyce Dolne). Die Protestanten gehörten zur Gemeinde in Nowy Sącz. Bis Ende des 19. Jahrhunderts wurden die Nachgeborenen der Kolonisten zum Teil polonisiert. Im Jahre 1900 hatte das Dorf in 41 Häusern 242 Einwohner, davon 165 polnischsprachig, 77 deutschsprachig, 122 römisch-katholisch, 42 Juden und 78 anderer Glaube (überwiegend evangelisch).
1918, nach dem Ende des Ersten Weltkriegs und dem Zusammenbruch der k.u.k. Monarchie, kam Biczyce Dolne zu Polen. Unterbrochen wurde dies durch die Besetzung Polens durch die Wehrmacht im Zweiten Weltkrieg, während der es zum Generalgouvernement gehörte.
Von 1975 bis 1998 gehörte Biczyce Dolne zur Woiwodschaft Nowy Sącz.

## Verkehr
Durch Biczyce Dolne verläuft die Staatsstraße DK 28, die Zator durch Nowy Sącz mit Przemyśl verbindet.